# 크러쉬 (프로게이머)
크러쉬(본명: 김준서, 1998년 1월 3일~2025년 5월 7일)는 대한민국의 리그 오브 레전드 프로게이머 출신 프로게임단 지도자이다. 아이디는 Crush를 사용했다.

## 생애

### 선수 경력
2016년 1월 5일 콩두 몬스터에서 프로 커리어를 시작했다. 하지만 스프링 시즌 팀의 강등을 막지 못하였다. 서머 시즌 펀치가 영입되면서 펀치의 서브 선수가 되었다.
2017년 5월, 미라지 게이밍에 입단했다. 미라지 게이밍의 주전 정글러로 활동하면서 팀의 챌린저스 승격에 기여했다. 이후 담원의 주전 정글러로 활동했다.
2018년 6월, 다크 패시지에 입단했다.
2018년 7월, 팀 배틀코믹스에 입단했다. 배틀코믹스에서는 온플릭의 서브 선수로 활동했다.
2019년 12월, 러너웨이에 입단했다. 하지만 팀이 챌린저스 승격에 실패하면서 팀에서 퇴단했다.
2020년 6월, 어썸 스피어에 입단했다. 어썸에서는 좋은 활약을 펼치면서 팀의 챌린저스 우승에 기여했다. 시즌 종료 후 챌린저스 세컨드 팀에 선정되었다. 2020년 11월, LCK의 프랜차이즈 도입으로 인해 챌린저스가 사라지면서 어썸 스피어에서 퇴단했다.

### 지도자 경력
2023시즌을 앞두고 DRX의 2군 코치로 선임되었다. 2025년 1월 5일, 병역 이행을 이유로 코치직에서 물러났다.

### 사망
2025년 5월 7일 사망하여 2025년 5월 8일 서민석 DRX 단장의 X를 통해 알려졌다.
안타까운 소식 전달드립니다.
지난해까지 우리 DRX 팀에서 헌신적으로 활동하며 팀의 성장과 발전에 큰 기여를 하셨던 Crush 김준서 코치님께서 오늘 우리 곁을 떠나셨습니다.
코치님은 DRX의 2023년 ASCI 우승을 포함한 많은 순간에서 팀을 이끌어 주셨고, 선수들과 팬들에게 깊은 감동과 추억을 남겨주셨습니다.
갑작스럽고 슬픈 소식에 팬 여러분께서도 큰 충격과 슬픔을 느끼실 것이라 생각됩니다.

코치님의 헌신과 열정을 영원히 기억하며, 팬 여러분께서도 함께 따뜻한 마음으로 코치님을 추모해 주시길 부탁드립니다.— ID: DRX_BIGFAFA, X (구 트위터)

## 소속팀

### 선수
| # | 팀명          | 소속 기간             | 소속 리그 | 비고 |
| - | ------------- | --------------------- | --------- | ---- |
| 1 | 콩두 몬스터   | 2016.01.05~2016.10.20 | LCK CK    |      |
| 2 | 미라지 게이밍 | 2017.05.03~2018.06.05 | CK        |      |
| 3 | 다크 패시지   | 2018.06.05~2018.07    | TCL       |      |
| 4 | 팀 배틀코믹스 | 2018.07.30~2019.11.04 | CK LCK    |      |
| 5 | 러너웨이      | 2019.12.04~2019.12.27 | 아마추어  |      |
| 6 | 어썸 스피어   | 2020.06.15~2020.11.18 | CK        |      |

### 지도자
| # | 팀명 | 직책     | 소속 기간           | 소속 리그 | 비고 |
| - | ---- | -------- | ------------------- | --------- | ---- |
| 1 | DRX  | 2군 코치 | 2022.12.28~2025.1.5 | LCK       |      |

## 수상 내역
- 리그 오브 레전드 챌린저스 코리아 서머 2016 우승
- 리그 오브 레전드 챌린저스 코리아 서머 2018 준우승
- 리그 오브 레전드 챌린저스 코리아 서머 2020 우승